# Tender (노래)
〈Tender〉는 1999년 영국의 록 밴드 블러의 노래이며 스튜디오 음반인 《13》에 수록되어 있으며 음반에서 첫 번째 싱글이다.  데이먼 알반이 저스틴 프리슈만과 결별한 것에 대해 4명의 밴드 멤버가 쓴 이 곡은 블러가 1999년 2월 28일 영국 싱글 차트에서 데뷔하여 2위를 차지한 11번째 톱 10 히트곡이 되었다. 또한 그리스, 아이슬란드, 아일랜드, 이탈리아, 뉴질랜드, 노르웨이, 스페인에서도 상위 20위 안에 들었다.

## 발매 및 반응
이 곡은 블러의 여섯 번째 음반 《13》의 첫 번째 곡이며 음반이 발매되기 전에 리드 싱글로도 발매되었다. 이 싱글은 브리트니 스피어스의 〈...Baby One More Time〉에 의해 영국 싱글 차트에서 2위에 올랐다. 이 싱글은 176,000장의 첫 주 판매고를 기록했으며, 이번 주 초에 스피어스를 앞질렀다. 〈...Baby One More Time〉은 1위를 유지하기 위해 〈Tender〉보다 55,000장이 더 판매될 것이다. 이 곡의 발매일은 일본 수입품에 대한 우려에 도전하기 위해 앞당겨졌다.
이 곡은 《스매시 히츠》에서 "싱글 오브 더 포어트나이트"을 수상했으며, "7분 3초 분량으로 〈Tender〉는 적어도 2분은 너무 길지만, 지금까지도 최고의 스키플 포크 찬가입니다!"라고 썼다. 《빌보드》의 척 테일러는 이 곡을 이 밴드의 "대단한 출발"이자 "스타의 작품"이라고 불렀는데, 그의 사운드는 60년대 후반과 70년대 초반을 연상시킨다. 그는 이렇게 썼다. "영국 팝스타들이 노래할 수 있는 시대에 맞춰 단순히 세련되고 잘 만들어진 모자 끝부분입니다... 아이러니하지 않고 작은 기타 솔로를 연주합니다." 도트뮤직의 사라 데이비스는 이 곡을 "신선한 공기의 숨결"과 "아름다운 위로의 찬가"라고 불렀으며, 존 레논의 〈Give Peace a Chance〉와 유사하다고 언급했다. 〈Tender〉는 2000년 브릿 어워드에서 베스트 브리티시 싱글 부문에 후보로 올랐다. 하지만 이 상은 〈She's the One〉로 로비 윌리엄스가 수상했다.

## 곡 목록
| 영국 CD1 1. "Tender" 2. "All We Want" 3. "Mellow Jam" 영국 CD2 1. "Tender" 2. "French Song" 3. "Song 2" 4. "Song 2" (video) 영국 카세트 및 한정판 7인치 싱글 A. "Tender" – 7:41 B. "All We Want" – 4:33 | 호주 CD 싱글 1. "Tender" 2. "All We Want" 3. "Mellow Jam" 4. "Song 2" (video) 일본 CD 싱글 1. "Tender" 2. "Swamp Song" 3. "Mellow Jam" 4. "French Song" |

## 인증
| 국가                       | 인증 | 판매량/출하량 |
| -------------------------- | ---- | ------------- |
| 영국 (BPI)                 | 골드 | 400,000^      |
| ^출하량을 기반으로 한 인증 |      |               |